# Sudul Marii Câmpii
Sudul Marii Câmpii (maghiară Dél-Alföld) este o regiune a Ungariei.